# Душан Зивлак
Душан Зивлак (Наково, 1950) српски је сликар.

## Живот
Душан Зивлак рођен 1950. године у Накову, Србија. Школовао се у Накову и Кикинди. Дипломарао на Академији ликовних уметности у Београду.
Бави се сликарством и скулптуром. Од 1980. године живи у Паризу. Члан је La Maison des Artistes de Paris од 1983. године.
Његове главне активности су фигуративно сликарство (акрлик, уље, комбиноване технике) и цртеж (оловка, пастел, крејон, комбиноване технике).
Оживљавјући своје слике дахом онеобичајених сусрета, неспојивих спајања и жанровских светогрђа, Душан Зивлак није тежио једном новом поретку, новој хијерархији вредности и циљева, која би, само, стари нормативизам заоденула у ново рухо. Своје ликовне координате, своја калемљења фигура, ствари и легенди, свој „бриколаж“ сцена, тема, стилова и морфема Зивлак, од слике до слике, препушта спонтаној, скоро дивљој монтажи атракције и дистракције, сабирања и распршивања, у којој сам ликовни призор, на неки начин, инкорпорира свог посматрача.
У актуелном тренутку уметности, у условима развијеног плурализма, опција коју у свом сликарству заступа Душан Зивлак има пуноправни легитимитет. Његова слика јесте прави конгломерат ововременских садржинских и ликовних података, у њој је садржана значајна доза визуелне ликовне енергије која сугестивно делује на перцепцију посматрача. Та је енергија саздана од бројних појединачних података у слици који су укомпоновани начином колажа, саздана је од, кроз уметникову призму преломљених, импулса свакодневља те од свести о цивилизацијском значењу уметности и њеног смисла.
Душан Зивлак је 2011. позван да гостује на Université des Beaux-Arts (Kede College of Capital Normal University) у Пекингу, Кина. Тамо је учествовао на конференцији и демонстрацији на тему Уметност светске комуникације и проглашен професором по позиву Université des Beaux-Arts of Kede College of Capital Normal University, Beijing.

## Важније изложбе
- 2014 Galerie des Abbesses-Agence Le Groуpe David Immobilier, Paris.
- 2013 Galerie des Abbesses-Agence Le Groуpe David Immobilier, Paris.
- 2013 Exposition «30 ans dу Carré aуx Artistes de La Place dу Tertre »

Mairie dу 18e Paris.
- 2012 Galerie des Abbesses-Agence Le Groуpe David Immobilier, Paris.
- 2012 Galerie Andrea Andriya, Paris.
- 2011 Конфереција i демонстрација на тему: Уметност светске комуникације.
- 2011 Exposition de L’Art Centre de L’American International Culture & Art ASSN,

Nanning( Chine).
- 2011 Galerie IMAGES DE FER - La Palette, l’exposition collective, Paris.
- 2010 Galerie Andrea Andriya, Paris.
- 2009 Galerie Andrea Andriya, Paris.
- 2007 Exécuté des peintures une commande pour le restaurant "Gold Cost ", Paris.
- 2004 La Salle Saint - Pierre de Montmartre, l'exposition collective, Paris.
- 2003 La Salle Saint - Pierre de Montmartre, l'exposition collective, Paris.
- 1999 Galerie Andrea Andriya, Paris.
- 1997 Galerie de Montmartre, Paris.
- 1996 Galerie de Montmartre, Paris.
- 1995 Galerie La Palette du Peintre, Paris.
- 1991 Салон Трибине младих, Нови Сад ( Србија)
- 1991 Галерие Ков, Вршац(Србија)
- 1991 Галерија савремене ументости, Сомбор(Србија)
- 1991 Дом културе, Бања Лука(БИХ)

Душан Зивлак је учествовао и на многим колективним изложбама у Београду, Карловцу, Призрену и Паризу.

## Рефреренце
1. ↑  Милорад Беланчић, 1991
2. ↑  Сава Степанов, 1991